# All-Ireland Senior Football Championship 2015
L'All-Ireland Senior Football Championship 2015 è la 129ª edizione del principale torneo di calcio gaelico tra le contee irlandesi (esclusa Kilkenny) più rappresentative di Londra e New York. La squadra detentrice è Kerry.

## Struttura
La struttura del torneo segue quella delle ultime edizioni.
- Vengono disputati i quattro tornei provinciali (Londra e New York competono nel Connacht Senior Football Championship). I quattro campioni provinciali avanzano direttamente ai quarti di finale All-Ireland.
- Le sedici squadre eliminate prima delle semifinali accedono al primo turno dei ripescaggi. Le otto vincitrici avanzano al secondo turno.
- Secondo turno: le otto squadre eliminate nella semifinale del torneo provinciale sfidano le 8 provenienti dal turno 1 dei ripescaggi. Le vincenti sono ammesse al terzo turno.
- Terzo turno: le otto squadre provenienti dal turno 2 si sfidano per ridurre il numero a 4.
- Quarto turno. Le vincenti del terzo turno sfidano le finaliste perdenti dei tornei provinciali. Le vincenti sono ammesse ai quarti di finale All-Ireland.[1]
- Quarti di finale. Le vincitrici dei titoli provinciali sono teste di serie e non si possono incontrare in questo turno, quindi sfidano le squadre uscite dai ripescaggi. A questo punto si procede nel modo classico: semifinale e finale.

## Risultati

### Connacht Senior Football Championship
|  | Preliminare | Preliminare | Preliminare |  |  | Quarti di finale | Quarti di finale | Quarti di finale |      |           | Semifinali | Semifinali | Semifinali |  |  | Finale Connacht | Finale Connacht | Finale Connacht |
|  |             |             |             |  |  |                  |                  |                  |      |           |            |            |            |  |  |                 |                 |                 |
|  |             |             |             |  |  |                  |                  |                  |      |           |            |            |            |  |  |                 |                 |                 |
|  |             |             |             |  |  | London           | London           | 0-10             |      |           |            |            |            |  |  |                 |                 |                 |
|  |             |             |             |  |  | Roscommon        | Roscommon        | 1-14             |      |           |            |            |            |  |  |                 |                 |                 |
|  |             |             |             |  |  |                  |                  |                  |      | Roscommon | Roscommon  | 0-13       |            |  |  |                 |                 |                 |
|  |             |             |             |  |  |                  | Sligo            | Sligo            | 1-14 |           |            |            |            |  |  |                 |                 |                 |
|  |             |             |             |  |  |                  |                  |                  |      |           |            |            |            |  |  |                 |                 |                 |
|  |             |             |             |  |  |                  |                  |                  |      |           |            |            |            |  |  |                 |                 |                 |
|  |             |             |             |  |  |                  |                  |                  |      |           | Sligo      | Sligo      | 2-11       |  |  |                 |                 |                 |
|  | New York    | New York    | 0-8         |  |  |                  | Mayo             | Mayo             | 6-25 |           |            |            |            |  |  |                 |                 |                 |
|  | Galway      | Galway      | 2-18        |  |  | Galway           | Galway           | 1-13             |      |           |            |            |            |  |  |                 |                 |                 |
|  |             |             |             |  |  | Leitrim          | Leitrim          | 0-8              |      |           |            |            |            |  |  |                 |                 |                 |
|  |             |             |             |  |  |                  |                  |                  |      | Galway    | Galway     | 2-08       |            |  |  |                 |                 |                 |
|  |             |             |             |  |  |                  | Mayo             | Mayo             | 1-15 |           |            |            |            |  |  |                 |                 |                 |
|  |             |             |             |  |  |                  |                  |                  |      |           |            |            |            |  |  |                 |                 |                 |
|  |             |             |             |  |  |                  |                  |                  |      |           |            |            |            |  |  |                 |                 |                 |
|  |             |             |             |  |  |                  |                  |                  |      |           |            |            |            |  |  |                 |                 |                 |

| Arbitro: | P.O'Sullivan (Kerry) |

| |           | |
| M Breheny (0-4, 2 frees); P Hughes and B Egan (1-0 each); A Marren (0-3); C Breheny, N Murphy, N Ewing and E McHugh (all 0-1). | Marcatori | A O’Shea (3-4); C O’Connor (1-7, 5 frees and 1 ‘45’); D O’Connor (0-4); L Keegan and S O’Shea (1-0 each); J Doherty (0-3); M Ronaldson and D Vaughan (both 0-2); P Durcan, B Moran and A Dillon (all 0-1). |

### Leinster Senior Football Championship
|  | Preliminare | Preliminare | Preliminare |  |  | Quarti di finale | Quarti di finale | Quarti di finale |      |           | Semifinali | Semifinali | Semifinali |  |  | Finale Connacht | Finale Connacht | Finale Connacht |
|  |             |             |             |  |  |                  |                  |                  |      |           |            |            |            |  |  |                 |                 |                 |
|  | Offaly      | Offaly      | 0-13        |  |  |                  |                  |                  |      |           |            |            |            |  |  |                 |                 |                 |
|  | Longford    | Longford    | 0-16        |  |  | Longford         | Longford         | 0-10             |      |           |            |            |            |  |  |                 |                 |                 |
|  |             |             |             |  |  | Dublin           | Dublin           | 4-25             |      |           |            |            |            |  |  |                 |                 |                 |
|  |             |             |             |  |  |                  |                  |                  |      | Dublin    | Dublin     | 5-18       |            |  |  |                 |                 |                 |
|  | Laois       | Laois       | 3-16        |  |  |                  | Kildare          | Kildare          | 0-14 |           |            |            |            |  |  |                 |                 |                 |
|  | Carlow      | Carlow      | 0-08        |  |  | Laois            | Laois            | 0-16 1-11        |      |           |            |            |            |  |  |                 |                 |                 |
|  |             |             |             |  |  | Kildare          | Kildare          | 0-16 3-18        |      |           |            |            |            |  |  |                 |                 |                 |
|  |             |             |             |  |  |                  |                  |                  |      |           | Dublin     | Dublin     | 2-13       |  |  |                 |                 |                 |
|  | Louth       | Louth       | 0-16        |  |  |                  | Westmeath        | Westmeath        | 0-06 |           |            |            |            |  |  |                 |                 |                 |
|  | Westmeath   | Westmeath   | 3-14        |  |  | Westmeath        | Westmeath        | 1-21             |      |           |            |            |            |  |  |                 |                 |                 |
|  |             |             |             |  |  | Wexford          | Wexford          | 0-15             |      |           |            |            |            |  |  |                 |                 |                 |
|  |             |             |             |  |  |                  |                  |                  |      | Westmeath | Westmeath  | 3-19       |            |  |  |                 |                 |                 |
|  |             |             |             |  |  |                  | Meath            | Meath            | 2-18 |           |            |            |            |  |  |                 |                 |                 |
|  |             |             |             |  |  | Wicklow          | Wicklow          | 3-12             |      |           |            |            |            |  |  |                 |                 |                 |
|  |             |             |             |  |  | Meath            | Meath            | 2-19             |      |           |            |            |            |  |  |                 |                 |                 |
|  |             |             |             |  |  |                  |                  |                  |      |           |            |            |            |  |  |                 |                 |                 |

| Arbitro: | J. Mc Quillan (Cavan) |

| |           |                                                    |
| B Brogan (1-1); J McCaffrey (1-0); D Connolly and C Kilkenny (0-3 each); D Rock (0-2, 2f); P McMahon, J McCarthy, MD Macauley and A Brogan (0-1 each). | Marcatori | J Heslin (0-3, 2f); K Martin (0-2); F Boyle (0-1). |

### Munster Senior Football Championship
|  | Quarti di finale | Quarti di finale | Quarti di finale |           |           | Semifinali | Semifinali | Semifinali |  |  | Finale Munster | Finale Munster | Finale Munster |  |
|  |                  |                  |                  |           |           |            |            |            |  |  |                |                |                |  |
|  | Clare            | Clare            | 0-15             |           |           |            |            |            |  |  |                |                |                |  |
|  | Clare            | Clare            | 0-15             |           |           |            |            |            |  |  |                |                |                |  |
|  | Limerick         | Limerick         | 0-13             |           |           |            |            |            |  |  |                |                |                |  |
|  | Limerick         | Limerick         | 0-13             |           | Clare     | Clare      | 1-08       |            |  |  |                |                |                |  |
|  |                  |                  |                  |           | Clare     | Clare      | 1-08       |            |  |  |                |                |                |  |
|  |                  |                  | Cork             | Cork      | 1-20      |            |            |            |  |  |                |                |                |  |
|  |                  |                  |                  | Cork      | 1-20      |            |            |            |  |  |                |                |                |  |
|  |                  |                  |                  |           |           |            |            |            |  |  |                |                |                |  |
|  |                  |                  |                  |           |           |            |            |            |  |  |                |                |                |  |
|  |                  | Cork (R)         | Cork (R)         | 3-12 1-6  |           |            |            |            |  |  |                |                |                |  |
|  |                  |                  |                  |           |           |            |            |            |  |  |                |                |                |  |
|  |                  |                  | Kerry (R)        | Kerry (R) | 2-15 1-11 |            |            |            |  |  |                |                |                |  |
|  |                  |                  |                  | Kerry (R) | 2-15 1-11 |            |            |            |  |  |                |                |                |  |
|  |                  |                  |                  |           |           |            |            |            |  |  |                |                |                |  |
|  |                  |                  |                  |           |           |            |            |            |  |  |                |                |                |  |
|  |                  | Kerry            | Kerry            | 2-14      |           |            |            |            |  |  |                |                |                |  |
|  |                  |                  |                  | 2-14      |           |            |            |            |  |  |                |                |                |  |
|  |                  |                  | Tipperary        | Tipperary | 2-08      |            |            |            |  |  |                |                |                |  |
|  | Waterford        | Waterford        | Tipperary        | Tipperary | 2-08      | 0-05       |            |            |  |  |                |                |                |  |
|  | Waterford        | Waterford        |                  |           |           |            |            |            |  |  |                |                |                |  |
|  | Tipperary        | Tipperary        | 1-24             |           |           |            |            |            |  |  |                |                |                |  |

| Arbitro: | P.Hughes (Armagh) |

| |           | |
| J O’Donoghue (1-2, 1-0 pen), B Sheehan (0-4, 3 frees); BJ Keane (0-3, 1 free); K Donaghy (1-0); J Buckley, D Walsh, C Cooper, P Geaney, A Maher, F Fitzgerald (0-1 a testa) | Marcatori | C O’Neill (1-6, 0-4 frees); D O’Connor (1-3, 0-2 frees); Barry O’Driscoll (1-1); K O’Driscoll (0-2) |

| Arbitro: | M.Deegan (Laois) |

|                                                                                       |           | |
| P Geaney 1-3 (0-1f), B Sheehan 0-5 (5fs), J O'Donoghue, D Walsh, J Lyne 0-1 entrambi. | Marcatori | P Kerrigan 1-0, C O'Neill 0-3 (1f, 1 '45'), K O'Driscoll, D O'Connor (f), Brian O'Driscoll 0-1 entrambi. |

### Ulster Senior Football Championship
|  | Prelimanare | Prelimanare | Prelimanare |  |  | Quarti di finale | Quarti di finale | Quarti di finale |      |          | Semifinale | Semifinale | Semifinale |  |  | Finale Ulster | Finale Ulster | Finale Ulster |
|  |             |             |             |  |  |                  |                  |                  |      |          |            |            |            |  |  |               |               |               |
|  |             |             |             |  |  |                  |                  |                  |      |          |            |            |            |  |  |               |               |               |
|  |             |             |             |  |  | Cavan            | Cavan            | 0-15             |      |          |            |            |            |  |  |               |               |               |
|  |             |             |             |  |  | Monaghan         | Monaghan         | 0-16             |      |          |            |            |            |  |  |               |               |               |
|  |             |             |             |  |  |                  |                  |                  |      | Monaghan | Monaghan   | 1-20       |            |  |  |               |               |               |
|  |             |             |             |  |  |                  | Fermanagh        | Fermanagh        | 0-13 |          |            |            |            |  |  |               |               |               |
|  |             |             |             |  |  | Fermanagh        | Fermanagh        | 1-13             |      |          |            |            |            |  |  |               |               |               |
|  |             |             |             |  |  | Antrim           | Antrim           | 0-08             |      |          |            |            |            |  |  |               |               |               |
|  |             |             |             |  |  |                  |                  |                  |      |          | Monaghan   | Monaghan   | 0-11       |  |  |               |               |               |
|  |             |             |             |  |  |                  | Donegal          | Donegal          | 0-10 |          |            |            |            |  |  |               |               |               |
|  |             |             |             |  |  | Derry            | Derry            | 0-12             |      |          |            |            |            |  |  |               |               |               |
|  |             |             |             |  |  | Down             | Down             | 0-11             |      |          |            |            |            |  |  |               |               |               |
|  |             |             |             |  |  |                  |                  |                  |      | Derry    | Derry      | 0-10       |            |  |  |               |               |               |
|  |             |             |             |  |  |                  | Donegal          | Donegal          | 1-09 |          |            |            |            |  |  |               |               |               |
|  |             |             |             |  |  | Armagh           | Armagh           | 0-08             |      |          |            |            |            |  |  |               |               |               |
|  | Donegal     | Donegal     | 1-13        |  |  | Donegal          | Donegal          | 2-11             |      |          |            |            |            |  |  |               |               |               |
|  | Tyrone      | Tyrone      | 1-10        |  |  |                  |                  |                  |      |          |            |            |            |  |  |               |               |               |

| Arbitro: | D.Coldrick (Meath) |

|                                                                                         |           |                                                                                    |
| C McManus (0-6, 3 free); K O'Connell, O Duffy, K Duffy, D Mone, O Lennon (0-1 a testa). | Marcatori | P McBrearty (0-6, 4 free); M Murphy (0-2, free); K Lacey, F McGlynn (0-1 a testa). |

### All-Ireland Qualifiers

#### Round 1
Connacht (2)
 Londra (A)
 Leitrim (B)
 Leinster (7)
 Carlow (A)
 Offaly (A)
 Laois (A)
 Longford (A)
 Louth (B)
 Wexford (B)
 Wicklow (B)
 Munster (2)
 Waterford (A)
 Limerick (B)
 Ulster (5)
 Antrim (A)
 Cavan (A)
 Armagh (B)
 Down (B)
 Tyrone (B)
| Arbitro: | P.Neilan (Roscommon) |

|                                                                              |           | |
| D McGreevy (0-01), A O'Hara (0-03, 1f), L Mulvey (0-06, 4fs), C Mackey (0-01 | Marcatori | R Galligan (0-01) , T Corr (0-03) G McKiernan (1-06); D McVeety (1-02), N Murray (0-01), M Reilly (0-01, f); R Flanagan, N McDermott (0-05, 2fs) |

| Arbitro: | F. Kelly (Longford) |

| |           | |
| T Prendergast (0-01), J Hutchinson (0-01), M Ferncombe (0-02), L Lawlor (0-01), J Veale (1-01), P Hurney (0-01) | Marcatori | J Moloney (0-01), J O Connor (0-01); C McNamee (0-01), P Cunningham (0-01), G Guilfoyle (0-03), A Sullivan(1-01); B Allen (0-02), N Dunne (0-08 4f), W Mulhall (0-01) |

| Arbitro: | D.O'Mahoney (Tipperary) |

| |           | |
| D Strong (0-02), J O’Loughlin (0-01); N Donoher (0-01), E O’Carroll (0-01); R Munnelly (0-04, 2f), D Kingston (0-07, 1f), P Kingston (1-00) | Marcatori | C Kerr (0-01, 1f); O Gallagher (0-01), B Hasson (0-01); C Murray (0-01), P McBride (0-02), R Murray (1-04), M Pollock (0-05, 4f) |

| Arbitro: | D.Gough (Meath) |

| |           | |
| F Battrim (0-01); D Masterson (0-02); M Quinn (0-01), D Reynolds (1-01), R McEntire (0-01); B Kavanagh (0-07, 0-06 frees), L Connerton (1-02) | Marcatori | E Ruth (0-01); M Meaney (0-01), D Bambrick (0-01); B Murphy (0-03, 0-02 frees), D St Ledger (0-01 free), D Roberts (1-00) |

| Arbitro: | E.Kinsella (Laois) |

| |           | |
| C Rafferty (0-02), E Rafferty (0-04, 0-01 free, 0-01 ’45); S Campbell (0-01), M McKenna (0-03), A Forker (0-01); A Murnin (0-02), J Clarke (2-04) | Marcatori | C Hyland (0-01); D Hayden (0-01); P Cronin (0-04, 0-02 frees), J McGrath (1-00), C McGraynor (0-01), J Stafford (1-00) |

| Arbitro: | M.Duffy (Sligo) |

| |           | |
| N Rossiter (1-0); G Molloy (0-1), K Butler (0-1), C Lyng (0-6, 5f), T Rossiter (1-1); B Brosnan (0-3, 1f), M O’Regan (0-3), K O’Grady (0-1) | Marcatori | P Devlin (0-1, 1f), M Poland (0-2), J Johnston (1-1); C Mooney (0-2), C Laverty (0-2), D O’Hare (0-3, 3f); A McConville (1-0) |

| Arbitro: | C.Branagan (Down) |

| |           |                                                                      |
| D Byrne (0-01), T Durnin (0-1), J Califf (0-03, frees); B Duffy (0-01), P Smith (0-03), R Burns (0-02, 0-01 free), C Judge (0-01), R Holcroft (0-03) D Maguire (0-01), C Grimes (1-01) | Marcatori | D Beck (0-1), K Conlan (0-5, 3f); F Clancy (0-4), A McLoughlin (0-1) |

| Arbitro: | P.Neilan (Roscommon) |

| |           | |
| P Harte (1-0); M Donnelly (0-1); T McCann (0-1), R O'Neill (0-1), R Brennan (0-1); D McCurry (0-1, f), S Cavanagh (0-2, 1f), C McAliskey (0-6, 4f), M Bradley (0-1) | Marcatori | B Scanlon (0-1, a '45'); R Browne (0-1, f); G Hegarty (0-1); C Sheehan (0-1), S Buckley (0-1); I Ryan (0-2, 1f), K Moore (0-1, f) |

#### Round 2
Vincitori Round 1A (4)
 Antrim
 Cavan
 Longford
 Offaly
Semifinaliste provinciali (A)
 Clare
 Kildare
 Fermanagh
 Roscommon
Vincitori Round 1B (4)
 Armagh
 Louth
 Wexford
 Tyrone
Semifinaliste provinciali (B)
 Derry
 Galway
 Tipperary
 Meath
| Arbitro: | C.Lane (Cork) |

| |           |                                                                                              |
| W Mulhall 0-4(3f); P Cunningham 1-1; N Darby 0-2(fs); A Sullivan 0-2; C McNamee 0-1; B Allen 0-1; N Dunne 0-1; N McNamee 0-1 | Marcatori | E O’Flaherty 1-7(4f); A Smith 0-3; E Bolton 0-2; C McNally 0-1; E Callaghan 0-1; N Kelly 0-1 |

| Arbitro: | A.Nolan (Wicklow) |

| |           | |
| D Tubridy 0-5 (4f), D Ryan 1-1, E Cleary 0-2 (1f), G Brennan 0-2 (1f), P Burke 0-1, Sean Collins 0-1 | Marcatori | B Kavanagh 1-5 (1-0 pen, 4f), D Reynolds 1-1, L Connerton 0-2, R Connor 0-2, M Quinn 0-1, D Masterson 0-1. |

| Arbitro: | D.Gough (Meath) |

| |           | |
| M Reilly 1-3, C Mackey 0-3 (1f), B Reilly 0-3 (2f), N Murray 0-2, N McDermott 0-1 (1f), G McKiernan 0-1, M Argue 0-1, T Hayes 0-1, M Dunne 0-1 | Marcatori | E Smith 2-1, C Cregg 1-1, D Shine 0-3 (2f), U Harney 0-3, C Murtagh 0-3 (1f), D Murtagh 0-3, C Daly 0-2, D Smith 0-1 (1 '45') |

| Arbitro: | B.Cassidy (Derry) |

| |           | |
| S Quigley 0-14 (6f, 2 '45s'), M O'Brien 1-0, N Cassidy, P McCusker, T Corrigan, B Mulrone, C Jones, D Kille, S McManus 0-1 each | Marcatori | CJ McGourty 0-3 (1f), M Pollock 0-3 (2f), N McKeever, M Sweeney, J Crozier, O Gallagher 0-1 each, C Kerr 0-1 (a '45') |

| Arbitro: | F.Kelly (Longford) |

| |           |                                                                                        |
| M Lynch 0-6 (0-5f), C O'Boyle 0-3, B Heron 0-2 (0-1f),, L McGoldrick 0-1, E Lynn 0-1, E Bradley 0-1 (0-1f), C McAtamney 0-1, D Heavron 0-1. | Marcatori | A Flynn 0-1, B Malone 1-0 (OG), B Brosnan 0-3 (0-3f), C Lynch 0-5 (0-3f), E Nolan 0-1. |

| Arbitro: | R.Hickey (Clare) |

| |           |                                                                                  |
| K O’Halloran 0-7 (4f, 2 45s), C Sweeney 1-2 (1-0 pen, 0-1f), C O’Riordan 1-1, G Mulhair 1-0, P Acheson, M Quinlivan, P Austin 0-2 each, S Kennedy, L Casey, J Lonergan, B Fox, B Grogan (f) 0-1 each. | Marcatori | D Byrne, R Burns (1f) 0-2 each, P Smith, R Holdcroft 0-1 each, C Judge 0-1 (1f). |

| Arbitro: | C.Branagan (Down) |

| |           | |
| R McNabb (0-01), P Harte (1-01, 1-0 pen), M Bradley (0-03, 1f), S Cavanagh (0-02), C McAliskey (0-01, f), D McCurry (0-01), T McCann (0-01) | Marcatori | D Tobin (0-01), D Keogan (0-01), B Menton (0-01), G Reilly (0-03), M Newman (0-02, 2f), B McMahon (0-01) |

| Arbitro: | D.Gough (Meath) |

| |           | |
| J Morgan (0-01), E Rafferty (0-03, 2f), A Forker (0-02, 1f), M McKenna (0-02), A Murnin (0-01), J Clarke (0-01), M Shields (0-01), T Kernan (0-01) | Marcatori | L Silke (0-01), G Sice (0-03, 2f), P Conroy (0-04, 4f), P Og O Griofa (0-01), D Comer (1-02), D Cummins (0-01) |

#### Round 3
Vincitori Round 2A (4)
 Kildare
 Longford
 Roscommon
 Fermanagh
Vincitori Round 2B (4)
 Derry
 Tipperary
 Tyrone
 Galway
| Arbitro: | D.O'Mahoney (Tipperary) |

|                                                                                     |           | |
| R McEntire 0-1, D Reynolds 0-1, R Connor 0-1, B Kavanagh 0-7 (5fs), L Connerton 0-1 | Marcatori | M Donnellan 0-2(45s), O Lyons 0-1, E Bolton 0-1, P Cribbin 0-4, P O’Neill 0-2, E O’Flaherty 0-5(4fs), C McNally 0-1, N Kelly 0-2, A Smith 1-1, E Callaghan 1-1, M Sherry 0-1, M Conway 0-3(fs) |

| Arbitro: | C.Reilly (Meath) |

| |           |                                                                                     |
| N Cassidy (0-02), B Mulrone (0-01); T Corrigan (0-05), S Quigley (1-03), R Jones (0-01), R Corrigan (0-01), D Kelly (0-01) | Marcatori | D Shine (0-05), K Higgins (0-01), C Cregg (0-04), U Harney (0-03), C Murtagh (0-03) |

| Arbitro: | D.Gough (Meath) |

|                                                |           |                                                                                           |
| K O'Halloran 0-5, M Quinlivan 0-1, R Kiely 0-1 | Marcatori | D McCurry 0-5, C McAliskey 0-5, M Donnelly 0-3, S Cavanagh 0-3, P Harte 0-2, C McCann 0-1 |

| Arbitro: | C.Lane (Cork) |

|                                                                          |           |                                                                            |
| G Sice 0-7, D Cummins 1-0, P Conroy 0-2, G Bradshaw 0-1, G O'Donnell 0-1 | Marcatori | D Heavron 0-3, B Heron 0-2, E Bradley 0-1, C O'Boyle 0-1, N Forrester 0-1. |

#### Round 4
Vincitori Round 3A
 Kildare
 Fermanagh
Finalisti provinciali (A)
 Westmeath
 Cork
Vincitori Round 3B
 Tyrone
 Galway
Finalisti provinciali (B)
 Sligo
 Donegal
| Arbitro: | P.Hughes (Armagh) |

|                                                                                            |           | |
| John Connellan 0-4 (0-2f), Shane Dempsey 0-1, Dennis Glennon 0-1, Ray Connellan 0-1 (0-1f) | Marcatori | Tomas Corrigan 1-7 (0-5f), Sean Quigley 0-2 (0-1f), Declan McCusker 0-1, Niall Cassidy 0-1, Declan McCusker 0-1, Damien Kelly 0-1 |

| Arbitro: | M.Duffy (Sligo) |

| |           | |
| C O’Neill 1-4(1-2fs); D O’Connor 0-5(3fs, 1 45); Brian O’Driscoll, M Collins, P Kerrigan, B Hurley 0-1 a testa | Marcatori | N Kelly 1-4; E O’Flaherty 0-5fs; P Fogarty 0-3(1f); A Smith, P O’Neill, M Donnellan (45s) 0-2 a testa; O Lyons, P O’Neill, C McNally 0-1 a testa |

| Arbitro: | R.Hickey (Clare) |

| |           |                                                                                               |
| D McCurry 0-8 (4f, 1 '45'), S Cavanagh 0-3, M Donnelly 0-3, M Bradley 0-2, C McAliskey 0-1, R Brennan 0-1, N Morgan 0-1 (1f), C Cavanagh 0-1, P Harte 0-1 | Marcatori | M Breheny 0-6 (3f), P Hughes 0-3, A Marren 0-2 (2f), D Kelly 0-1, C Breheny 0-1, N Murphy 0-1 |

| Arbitro: | E.Kinsella (Laois) |

| |           | |
| P McBrearty 1-1, C McFadden 0-4 (1f), R McHugh 1-0, C Toye 1-0, O MacNiallais 0-3, M Murphy 0-3 (2f), L McLoone 0-1 | Marcatori | G Sice 0-5 (5f), D Cummins 0-1, T Flynn 0-1, A Varley 0-1, P Conroy 0-1, S Walsh 0-1, D Comer 0-1 (1f) |

### Fase finale All-Ireland
I punteggi tra parentesi indicano partite di replay rigiocate a seguito di primo pareggio.
|  | Quarti di finale | Quarti di finale | Quarti di finale |         |             | Semifinali | Semifinali  | Semifinali |  |  | Finale All-Ireland | Finale All-Ireland | Finale All-Ireland |  |
|  |                  |                  |                  |         |             |            |             |            |  |  |                    |                    |                    |  |
|  | Mayo             | Mayo             | 2-13             |         |             |            |             |            |  |  |                    |                    |                    |  |
|  | Mayo             | Mayo             | 2-13             |         |             |            |             |            |  |  |                    |                    |                    |  |
|  | Donegal          | Donegal          | 0-11             |         |             |            |             |            |  |  |                    |                    |                    |  |
|  | Donegal          | Donegal          | 0-11             |         | Mayo        | Mayo       | 1-15 (1-14) |            |  |  |                    |                    |                    |  |
|  |                  |                  |                  |         | Mayo        | Mayo       | 1-15 (1-14) |            |  |  |                    |                    |                    |  |
|  |                  |                  | Dublino          | Dublino | 2-12 (3-15) |            |             |            |  |  |                    |                    |                    |  |
|  | Dublino          | Dublino          | Dublino          | Dublino | 2-12 (3-15) | 2-23       |             |            |  |  |                    |                    |                    |  |
|  | Dublino          | Dublino          |                  |         |             |            |             |            |  |  |                    |                    |                    |  |
|  | Fermanagh        | Fermanagh        | 2-15             |         |             |            |             |            |  |  |                    |                    |                    |  |
|  | Fermanagh        | Fermanagh        | 2-15             | Dublino |             |            |             |            |  |  |                    |                    |                    |  |
|  |                  |                  |                  |         |             |            |             |            |  |  |                    |                    |                    |  |
|  |                  |                  | Kerry            |         |             |            |             |            |  |  |                    |                    |                    |  |
|  | Kerry            | Kerry            | 7-16             |         |             |            |             |            |  |  |                    |                    |                    |  |
|  | Kerry            | Kerry            | 7-16             |         |             |            |             |            |  |  |                    |                    |                    |  |
|  | Kildare          | Kildare          | 0-10             |         |             |            |             |            |  |  |                    |                    |                    |  |
|  | Kildare          | Kildare          | 0-10             |         | Kerry       | Kerry      | 0-18        |            |  |  |                    |                    |                    |  |
|  |                  |                  |                  |         | Kerry       | Kerry      | 0-18        |            |  |  |                    |                    |                    |  |
|  |                  |                  | Tyrone           | Tyrone  | 1-11        |            |             |            |  |  |                    |                    |                    |  |
|  | Monaghan         | Monaghan         | Tyrone           | Tyrone  | 1-11        | 0-14       |             |            |  |  |                    |                    |                    |  |
|  | Monaghan         | Monaghan         |                  |         |             |            |             |            |  |  |                    |                    |                    |  |
|  | Tyrone           | Tyrone           | 0-18             |         |             |            |             |            |  |  |                    |                    |                    |  |

#### Quarti di finale
| Arbitro: | D.Coldrick (Meath) |

| |           | |
| C Cooper 2-3 (1f), D O'Sullivan 2-1, S O'Brien 1-4, BJ Keane 1-3, D Walsh 1-0, J O'Donoghue 0-3 (1f), P Geaney 0-2 | Marcatori | N Kelly 0-2, A Smith 0-2, P O'Neill 0-2, E Doyle 0-1, E O'Flaherty 0-1, O Lyons 0-1, F Dowling 0-1 |

| Arbitro: | P.O'Sullivan (Kerry) |

| |           |                                                                                         |
| B Brogan 1-6, D Rock 0-7 (1f, 1 '45'), P Flynn 1-1, C Kilkenny 0-3, P Andrews 0-3, D Connolly 0-2, B Fenton 0-1 | Marcatori | S Quigley 0-8 (4f), T Corrigan 1-2 (1f), S Cluxton 1-0 (og), B Mulrone 0-3, C Jones 0-2 |

| Arbitro: | Marty Duffy |

|                                                                                               |           | |
| C McManus 0-7 (0-5f), O Duffy 0-2, D Hughes, D Mone, F Kelly, D Clerkin, P Finlay (0-1f) 0-1. | Marcatori | D McCurry 0-6 (0-3f, 0-1 45), C McAliskey 0-5 (0-4f), M Donnelly 0-2, Joe McMahon, P Harte, S Cavanagh, R McNabb, R McNamee 0-1. |

| Arbitro: | David Gough |

| |           |                                                                                     |
| Lee Keegan 1-2, Aidan O'Shea 1-0, Jason Doherty 0-3, Cillian O'Connor 0-3 (0-2f), Kevin McLoughlin 0-2, Keith Higgins 0-1, A Freeman 0-1, A Moran 0-1. | Marcatori | Michael Murphy 0-8 (0-5f), Christy Toye 0-1, Leo McLoone 0-1, Anthony Thompson 0-1. |

#### Semifinali
| Arbitro: | Maurice Deegan |

| |           | |
| J. O'Donoghue 0-4 (0-3f, 0-1 45), J. Buckley 0-3, P. Geaney 0-3 (0-1f), S. O'Brien 0-2, C. Cooper 0-2 (0-1f), D. Walsh 0-1, A. Maher 0-1, K. Donaghy 0-1, BJ Keane 0-1. | Marcatori | P. Harte 1-0 (1-0 pen), D. McCurry 0-3 (0-1f), M. Bradley 0-2, C. McAliskey 0-2, R. McNabb 0-1, N. Morgan 0-1 (0-1f), M. Donnelly 0-1, C. Cavanagh 0-1. |

| Arbitro: | Joe McQuillan |

| |           | |
| D Connolly 1-2 (1-0 pen, 1f), K McManamon 1-1, C Kilkenny 0-3, P Andrews 0-2, B Brogan 0-2, A Brogan 0-1, J McCaffrey 0-1 | Marcatori | C O'Connor 1-9 (1-0 pen, 9f), A Moran 0-2, Lee Keegan 0-1, D O'Connor 0-1, K Higgins 0-1, A Freeman 0-1 |

| Arbitro: | Eddie Kinsella |

| |           | |
| P McMahon 1-2, P Andrews 0-5, Bernard Brogan 1-1, K McManamon 1-1, C Kilkenny 0-2, D Rock 0-2 (0-1f), J McCarthy 0-1, B Fenton 0-1. | Marcatori | C O’Connor 1-6 (0-5f), D O’Connor 0-2, L Keegan 0-1, A O’Shea 0-1, K McLoughlin 0-1, B Moran 0-1, P Durcan 0-1, A Moran 0-1 (0-1f). |

#### Finale
| 20 settembre, ore 3.30PM Finale | Kerry                  | 0-9 – 0-12 [Referto referto] | Dublino | Croke Park, Dublino (82.300 spett.)\| Arbitro: \| David Coldrick (Meath) \| |
| Arbitro:                        | David Coldrick (Meath) |                              |         |                                                                             |